# Syngastes macrognathus
Syngastes macrognathus is een eenoogkreeftjessoort uit de familie van de Tegastidae. De wetenschappelijke naam van de soort is voor het eerst geldig gepubliceerd in 1924 door Monard.